# Son cartas de amor
 Son cartas de amor es una película en blanco y negro de Argentina dirigida por Luis César Amadori sobre su propio guion que se estrenó el 26 de marzo de 1943 y que tuvo como protagonistas a Pedro López Lagar, Amelia Bence, Julio Renato y Enrique Chaico.

## Sinopsis
Un empleado extorsiona a la hija de su empleador con unas cartas pero se enamora de la joven.

## Reparto
- Pedro López Lagar
- Amelia Bence
- Julio Renato
- Enrique Chaico
- Hugo Pimentel
- Juan José Piñeiro
- José Ruzzo
- Ada Cornaro
- Liana Moabro
- José A. Paonessa
- Elina Colomer
- Aída Villadeamigo
- Vicente Forastieri

## Comentarios
Para Manrupe y Portela es una historia rosa y condescendiente filmada sin demasiado brillo en tanto El Heraldo del Cinematografista opinó:

”Asunto hábilmente planteado e hilvanado, en el que las múltiples -por momentos excesivas- complicaciones contribuyen a mantener la atención.”